# گونتا باشکو
گونتا باشکو (لتونیایی: Gunta Baško؛ زادهٔ ۲۷ آوریل ۱۹۸۰) بازیکن بسکتبال زن اهل لتونی بود. وی در بازی‌های المپیک تابستانی ۲۰۰۸ شرکت کرده‌است.